# Florent-en-Argonne
Florent-en-Argonne település Franciaországban, Marne megyében. Lakosainak száma 217 fő (2022. január 1.). Florent-en-Argonne Vienne-le-Château, Chaudefontaine, Moiremont, Le Claon, Lachalade, Sainte-Menehould és Le Neufour községekkel határos.

## Népesség
A település népességének változása:
| Lakosok száma | 300  | 252  | 234  | 245  | 259  | 251  | 235  | 228  | 224  | 217  |
|               | 1968 | 1982 | 1990 | 2006 | 2013 | 2015 | 2017 | 2019 | 2020 | 2022 |